# Лыткин, Фёдор Матвеевич
Фёдор Матвеевич Лыткин (наст. имя Полат-бек Ферик Фетько, Ферик Полатбеков (езид. Fêrîkê Egît Polatbêkov) 1897 — 1918) — поэт, революционер, большевик, участник Гражданской войны, один из руководителей борьбы за установление Советской власти в Сибири.

## Биография
Родился в с. Никольское Тулунской волости Иркутской губернии 14 августа 1897 г. Мать была русская, отец — ссыльный езид. Но формально Фёдор считался сыном Матвея Лыткина — бурята, первого мужа его матери. Фёдор с отличием окончил начальную школу и поступил в Иркутскую мужскую гимназию, где сблизился с революционной молодёжью. Вступил в нелегальный социалистический кружок, участниками которого изучались работы Маркса, Энгельса и Ленина, издавался рукописный журнал «Наша работа», в котором Лыткин публикует свои первые стихи. В 1915 году полиция выходит на след кружка, Лыткин вынужден покинуть Иркутск. Свое образование он продолжает в гимназии Енисейска, где также становится лидером революционной молодёжи.
В 1917 году в разгар революционных событий поступает на юридический факультет Томского университета. Выступает на собраниях рабочих, солдатских митингах, студенческих сходках. Продолжает писать и публиковать стихи революционного содержания.
Федор по поручению Томского комитета РСДРП(б) был одним из создателей первого красногвардейского отряда в городе, который разогнал Сибирскую областную думу. Входил в состав президиума Томского (губернского или городского ?) Совета, был членом секретариата городского Совета профсоюзов. Вместе с руководителями томских большевиков Ф. Лыткин избирался делегатом на II съезд Советов Сибири. Вошёл в состав руководства Центросибири. Как член военно-революционного трибунала принимает участие в подавлении белогвардейского мятежа в Иркутске. После провала попытки мирных переговоров с восставшими белочехами, для борьбы с контрреволюционными силами образовано Сибирское верховное командование, в состав которого вошёл Лыткин. Он становится заведующим политотделом и членом штаба Прибайкальского и Забайкальского фронтов, проводит политическую работу среди бойцов, издает фронтовую газету «Красноармеец». После падения Советской власти в составе группы Н. Н. Яковлева 6 сентября 1918 года ушёл в тайгу.
16 ноября 1918 года группу большевиков, в составе которой находился Лыткин, захватил белый отряд под руководством И. Захаренко и казачьего подъесаула Н. Габышева. Лыткин был убит без суда и следствия вместе с Н. Яковлевым, И. Шевцовым, Никитиным. Участники убийства руководителей Центросибири были осуждены советским судом в Иркутске в 1921 году.

## Сочинения
Песни юности. — Иркутск, 1915.
Призыв: Стихи. — Иркутск, 1969.

## Память

### Топонимы
В честь Фёдора Лыткина названы улицы в Томске, Иркутске и Енисейске.

### В литературе
Езидский писатель Аджиэ Джинди посвятил Ферику Полатбекову роман «И пришла весна».

## Памятники
Имя Ф. Лыткина представлено в городе Томске на мемориальных досках и на памятнике в честь павших в Гражданскую томских большевиков.